# Hành Dương nhật báo
Hành Dương nhật báo (tiếng Trung: 衡阳日报), còn được gọi là Hengyang Ribao, là một tờ báo tiếng Trung giản thể xuất bản tại Cộng hòa Nhân dân Trung Hoa, tờ báo là cơ quan của Ủy ban thành phố Hành Dương của Đảng Cộng sản Trung Quốc (CCP). Tờ báo được bảo trợ bởi Thành ủy Thành phố Hành Dương của CCP, được xuất bản lần đầu vào ngày 16 tháng 10 năm 1949, tiền thân là Hành Dương Tân Văn (衡阳新闻).